# نورتن-هاردنبرگ
نورتن-هاردنبرگ (به آلمانی: Nörten-Hardenberg) یک منطقهٔ مسکونی در آلمان است که در Northeim واقع شده‌است. نورتن-هاردنبرگ ۸٬۲۵۶ نفر جمعیت دارد.